# Alstom Coradia Max
Coradia Max ist eine Fahrzeugplattform für Elektrotriebzüge des französischen Eisenbahnherstellers Alstom.
Die Fahrzeuge wurden als teilweise doppelstöckige Variante des Coradia Stream entwickelt und daher ursprünglich als Coradia Stream HC (HC für englisch High Capacity ‚hohe Kapazität‘) vermarktet, bevor die Bezeichnung Ende 2023 zu Coradia Max geändert wurde.

## Beschreibung
Der Coradia Max ist eine modular aufgebaute Fahrzeugplattform von Elektrotriebzügen. Die Fahrzeuge sind für den Nah-, Regional- und Intercity-Verkehr konzipiert und richten sich an den europäischen Doppelstock-Markt. Der Coradia Max ist die Doppelstock-Variante des Coradia Stream, sodass die Fahrzeuge aus ein- und zweistöckigen Wagen bestehen. Durch den Einsatz von Niederflurtechnik kommen die einstöckigen Mittelwagen ohne Rampen in der flachen Wagenmitte aus. Dort werden außerdem Mehrzweckbereiche angeordnet.
Alstom bietet die Triebzüge aus drei bis sechs Wagen mit Längen von 80 bis 159 Metern und 320 bis 700 Sitzplätzen an. Alle Türen haben Einstiegshöhen von etwa 600 oder 780 Millimeter über Schienenoberkante, passend zu Bahnsteighöhen von 550 mm oder 760 Millimetern. Die Zulässige Höchstgeschwindigkeit beträgt 160 oder 200 km/h. Der Hersteller bietet die Fahrzeuge für die in Europa verbreiteten Bahnstromsysteme mit 1,5 kV und 3 kV Gleichspannung sowie 15 kV 16,7 Hz und 25 kV 50 Hz Wechselspannung an. Die Energieversorgung erfolgt über Oberleitung. Die Stromabnehmer dazu sind an angetriebenen einstöckigen Mittelwagen angebracht. Für den Einsatz auf nicht elektrifizierten Strecken werden auch Coradia Max mit alternativer Antriebstechnik als wie Akkumulator- oder Brennstoffzellentriebwagen angeboten. Die Antriebstechnik ist auf dem Dach der einstöckigen Mittelwagen untergebracht.
Die Fahrzeugbegrenzungslinien sind UIC 505 G1 FR3.3, G2 DE2 oder G2 DE3 ausgeführt. Die Fahrzeuge sind bis auf die spanischen Züge der Baureihe 452 ohne Jakobs-Drehgestelle konzipiert.
Alstom garantiert einen niedrigen Energieverbrauch. Nach Herstellerangaben sind die Wartung einfach und der Betrieb kosteneffizient.
Im Rahmen eines 2022 geschlossenen Rahmenabkommens genießt Knorr-Bremse bis 2025 eine „bedingte Exklusivität“ als Systemausrüster der Coradia-Max-Züge mit Brems- und Türsystemen sowie Klimaanlagen.
Design
Für das entworfene äußere Erscheinungsbild der Version für die Landesnahverkehrsgesellschaft Niedersachsen wurde Alstom 2022 mit dem Good Design Award ausgezeichnet.

## Unternehmen

### Société Nationale des Chemins de Fer Luxembourgeois
Die staatliche luxemburgische Eisenbahngesellschaft Société Nationale des Chemins de Fer Luxembourgeois (CFL) und Alstom schlossen im Dezember 2018 den Vertrag zur Lieferung von 34 teilweise doppelstöckigen Einheiten des Typs Coradia Max. Die Züge werden in drei- und sechsteiliger Ausführung ab Dezember 2021 geliefert und haben jeweils einen beziehungsweise zwei einstöckige Zwischenwagen, in welchen technische Komponenten untergebracht werden. Die 80 Meter langen Dreiteiler der Baureihe 2400 bieten 334 Sitzplätze, die 160 Meter langen Sechsteiler der Baureihe 2450 dagegen 692. Die Coradia-Max-Triebzüge sollen grenzüberschreitend nach Frankreich und Belgien eingesetzt werden. Die Triebzugeinheiten mit einer Höchstgeschwindigkeit von 160 km/h wurden in Valenciennes in Frankreich entworfen und werden im spanischen Barcelona gefertigt. Alstom-Standorte in Deutschland, Italien, Belgien und Frankreich fungieren als Zulieferer für Komponenten.

### Landesnahverkehrsgesellschaft Niedersachsen (DB Regio)

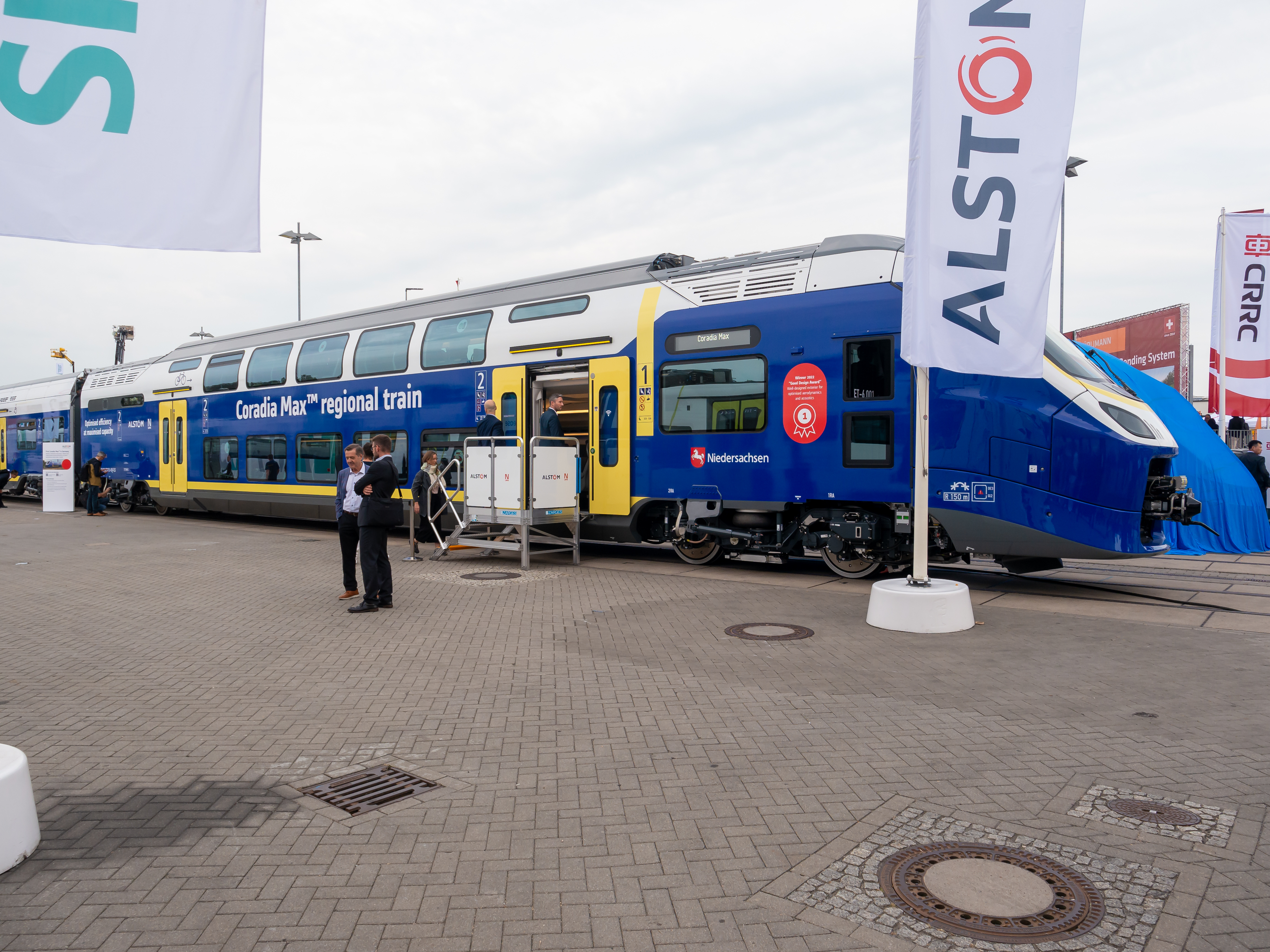
Coradia Max der LNVG auf der Innotrans 2024

Die Landesnahverkehrsgesellschaft Niedersachsen (LNVG) bestellte im Februar 2021 34 Triebzüge vom Typ Coradia Max für das Expresskreuz Bremen/Niedersachsen. Die Triebzüge bestehen aus zwei doppelstöckigen Endwagen und zwei einstöckigen Mittelwagen. Sie nutzen erstmals im Schienenpersonennahverkehr in Deutschland das Lichtraumprofil DE3 vollständig aus und bieten so mehr Platz im Oberstock. Zusätzlich zu den Triebzügen wurden 18 weitere Mittelwagen bestellt, mit denen ab 2028 die vierteiligen Einheiten teilweise um zwei Mittelwagen erweitert werden sollen. Alstom wurde außerdem mit der Unterhaltung der Fahrzeuge über 30 Jahre beauftragt. Im Jahr 2024 sollten zunächst 33 Triebzüge in Betrieb gehen. Der 34. Triebzug sollte zunächst von Alstom genutzt werden, um eine ETCS-Zulassung zu erreichen.
Betreiber der Fahrzeuge wird die DB Regio, welche das Expresskreuz auch bisher betreibt.
Im Februar 2024 wurde eine erste, erfolgreiche Testfahrt auf der Teststrecke von Alstom in Salzgitter durchgeführt. Im Dezember 2022 kündigte Alstom an, dass nur 10 Triebzüge planmäßig in Betrieb genommen werden könnten, die übrigen Fahrzeuge sollten im Dezember 2025 folgen. Ein Jahr später wurden erneut Verzögerungen bekanntgegeben, demnach sollten alle Fahrzeuge erst Ende 2025 ausgeliefert werden. Im August 2024 wurde bekannt, dass nach Angaben von Alstom Verzögerungen bei der Zulassung der Züge absehbar seien. Daher sollten Ende 2025 nur 20 der 34 Triebzüge zur Verfügung stehen, die übrigen sollten ab Mitte 2026 zum Einsatz kommen. Im November 2024 verschob Alstom den Auslieferungstermin erneut, die ersten Fahrzeuge sollen demnach erst im März 2026 den Betrieb aufnehmen. Alstom ist vertraglich zur Bereitstellung von Ersatzfahrzeugen verpflichtet, zudem fordert die LNVG Vertragsstrafen für die verspätete Auslieferung.

### Renfe
Im März 2021 bestellte die Renfe 152 Triebzüge des Typs Coradia Stream HC. Im Dezember 2022 folgte eine Bestellung über weitere 49 Triebzüge. 56 der Triebzüge sollen durch Alstom 15 Jahre instand gehalten und mit Ersatzteilen versorgt werden. Der Auftragswert beträgt insgesamt 1,8 Milliarden Euro. Die Sechswagenzüge bestehen aus je zwei einstöckigen Wagen mit Niederflureinstiegen an den Enden und zwei Doppelstockwagen mit Hochflureinstiegen in der Mitte. Es handelt sich um Gliederzüge mit Jakobs-Drehgestellen. Sie sind für den Einsatz in den Cercanías-Netzen von Madrid und Barcelona vorgesehen und können mehr als 900 Fahrgäste befördern. Der erste Triebzug wurde im April 2024 der Öffentlichkeit präsentiert.

### Deutsche Bahn
Der Rhein-Main-Verkehrsverbund gab am 5. November 2021 bekannt, dass DB Regio das Teilnetz „Main-Weser“ ab 2024[veraltet] mit 13 vier- und vier fünfteiligen Triebzügen vom Typ Coradia Max betreiben wird. Die Triebzüge bieten 420 bzw. 540 Sitzplätze sowie jeweils 30 Fahrradstellplätze. Die Einstiegshöhe beträgt 600 mm über Schienenoberkante. Am 16. September 2024 wurde bekannt, dass sich die Auslieferung der Züge auf der Main-Weser-Bahn bis 2026 verzögert.
Der Rhein-Main-Verkehrsverbund gab am 11. Februar 2022 bekannt, dass DB Regio das Netz „Kinzigtalbahn“ ab 2025 mit 29 vierteiligen Triebzügen vom Typ Coradia Max betreiben wird.
Die Verkehrsgesellschaft Mecklenburg-Vorpommern erteilte am 27. November 2023 der DB Regio den Zuschlag im Netz Ostsee-Alster. Für die Strecken Rostock – Schwerin – Büchen – Hamburg sowie Rostock/Schwerin – Lübeck werden jeweils neun drei- und fünfteilige Coradia Max bestellt.

### Landesanstalt Schienenfahrzeuge Baden-Württemberg
Das Ministerium für Verkehr Baden-Württemberg teilte am 9. Mai 2022 mit, dass Alstom eine Ausschreibung der Landesanstalt Schienenfahrzeuge Baden-Württemberg über Doppelstockzüge gewonnen hat und 130 Coradia-Max-Triebzüge liefern wird. Außerdem wird Alstom mit der Unterhaltung der Fahrzeuge über 30 Jahre beauftragt. Der Auftrag hat einen Wert von rund 2,5 Milliarden Euro. Die vierteiligen Einheiten aus zwei doppelstöckigen Endwagen und zwei einstöckigen Mittelwagen sollten ab der damals geplanten Inbetriebnahme von Stuttgart 21 im Dezember 2025 zum Einsatz kommen. Der erste Triebzug war Anfang 2024 in Bau. Ein erster fahrtüchtiger Triebzug wird 2025 erwartet. Die Inbetriebnahme der ersten Züge wurde zwischenzeitlich auf Frühjahr 2026 verschoben. Ende 2024 war der Abruf von 26 weiteren Triebzügen geplant.
Die Triebzüge sollen in Baden-Württemberg, benachbarten Bundesländern und der Schweiz eingesetzt werden. Sie sind der Baureihe 447 zugeordnet. Eine Option über bis zu 100 weitere Triebzüge kann bis sieben Jahre nach der Typgenehmigung abgerufen werden.
Die Flotte von 130 Triebzügen sollte bis 2027 ausgeliefert sein. Die Züge werden im Hinblick auf den Digitalen Knoten Stuttgart unter anderem mit ETCS Level 2 und 3, halbautomatisierten Fahrbetrieb (ATO GoA 2), optimierten ETCS-Bremskurven (einschließlich Anforderung an das Bremssystem), FRMCS sowie einer Zugvollständigkeitsüberwachung ausgerüstet. Diese Ausrüstung soll durch den Bund gefördert werden.
Die Triebzüge haben eine Leistung von 5800 kW am Treibradumfang und sollen von 0 auf 160 km/h in 72,5 Sekunden beschleunigen. Die Anfahrbeschleunigung in Einfach- und Doppeltraktion soll dabei bei 1,2 m/s² liegen, die (rein elektrische) Betriebsbremsverzögerung von 160 auf 0 km/h bei 0,9 m/s², von 200 auf 0 bei 0,75 m/s². Die Züge sind auf eine Bahnsteighöhe von 76 cm optimiert, können jedoch an 55 oder 96 cm hohen Bahnsteighöhen halten.
Mit bis zu 1520 Sitzplätzen (in Vierfachtraktion) sollen die Züge zu deutlichen Steigerungen der Fahrgastkapazitäten führen. Der Fahrgastraum ist dabei in fünf verschiedene Zonen eingeteilt.
Die Fahrzeuge sind für die Lose 1 und 2 des Netz 35 „E-Netz Stuttgart–Bodensee“ vorgesehen und sollen im Express- und MEX-Verkehr eingesetzt werden.
Die Triebzüge sollen ab Dezember 2027 von DB Regio im Auftrag von Alstom instand gehalten werden. Dazu soll in Tübingen eine Halle mit fünf 110 m langen Arbeitsständen errichtet werden.

### Nahverkehrsverbund Schleswig-Holstein
Im Juli 2023 bestellte der Nahverkehrsverbund Schleswig-Holstein (NAH.SH) nach drei Verhandlungsrunden eines Verhandlungsverfahrens mit drei eingegangenen Angeboten von Alstom für knapp 900 Millionen Euro 40 vierteilige Max-Triebzüge für den Einsatz überwiegend in Schleswig-Holstein und Hamburg. Der Auftrag beinhaltet auch die Instandhaltung der Triebzüge bis zum Fahrplanwechsel im Dezember 2057, die Alstom in der Werkstatt der Deutschen Bahn in Kiel plant.
Die Endmontage von vier Vorserienzügen wurde im Mai 2025 in Salzgitter begonnen. Nach der Auslieferung ab Januar 2027 ist der Einsatz ab Dezember 2027 in den Netzen Mitte (Linie RE 7 und RE 70) und Süd-West (RB 61 und RB 71) vorgesehen.
Die Einsteige sollen stufenlos von 760 mm hohen Bahnsteigen erreichbar sein. Im Netz Mitte sollen 360 Sitzplätze und im Netz Süd-West 390 Sitzplätze pro Einheit eingebaut werden. Die Fahrzeuge sollen mit Mehrzweckbereichen mit 24 Fahrradplätzen, einem Reservierungssystem, einer Auslastungsanzeige und WLAN ausgestattet werden. Optional wurde die Lieferung von 55 weiteren Triebzügen für Angebotsausweitungen oder den Einsatz in anderen Verkehrsnetzen und die Ausrüstung und Zulassung der Triebzüge für den Einsatz in Dänemark vereinbart. Im September 2023 stimmte Dänemark der Bestellung von zwei Triebzügen aus der Option und die Mehrsystemausrüstung der Fahrzeuge des Netzes Mitte für die zweistündige Verlängerung der Linie Hamburg–Flensburg bis Tinglev aus der Option und der Übernahme der dadurch bedingten Mehrkosten zu.
Eine weitere Ausschreibung über eine Finanzierung und einen Erwerb durch einen Fahrzeugvorhalter wurde mangels Angeboten aufgehoben. Stattdessen sollen die Fahrzeuge von einem Landesfahrzeugpool an die in einem weiteren wettbewerblichen Ausschreibungsverfahren zu bestimmenden Eisenbahnverkehrsunternehmen vermietet werden.

## Übersicht
| Besteller | Baureihe           | Betreiber-Bezeichnung | Einsatzgebiet                            | Indienststellung              | Fahrzeugnummern | Anzahl | Option | Teile | Länge (m) | Sitzplätze | vmax     | Fußbodenhöhe | Stromsysteme                     |
| --------- | ------------------ | --------------------- | ---------------------------------------- | ----------------------------- | --------------- | ------ | ------ | ----- | --------- | ---------- | -------- | ------------ | -------------------------------- |
| CFL       | 2400               |                       |                                          | 2021                          | 2401–2422       | 022    |        | 3     | 82        |            | 160 km/h |              | 1500 V = 3000 V = 25 kV, 50 Hz ~ |
| CFL       | 2450               |                       |                                          | 2021                          | 2451–2462       | 012    |        | 6     | 160       |            | 160 km/h |              | 1500 V = 3000 V = 25 kV, 50 Hz ~ |
| RENFE     |                    |                       | Cercanías-Netze von Madrid und Barcelona |                               |                 | 201    |        | 6     |           |            |          |              |                                  |
| LNVG      |                    |                       | Expresskreuz Bremen/Niedersachsen        | 2024, 2026                    |                 | 034    |        | 4 1   | 106       | 405        | 160 km/h | 760/780 mm   | 15 kV, 16,7 Hz ~                 |
| DB        |                    |                       | RMV Teilnetz Main-Weser                  | 2024, 2026                    |                 | 013    |        | 4     | 104,6     | 420        | 160 km/h | 600 mm       | 15 kV, 16,7 Hz ~                 |
| DB        | 004                |                       | RMV Teilnetz Main-Weser                  | 2024, 2026                    | 5               | 131,4  | 540    |       |           |            | 160 km/h |              | 15 kV, 16,7 Hz ~                 |
| DB        | Kinzigtalbahn      | 2025                  |                                          | 023                           |                 | 4      | 104,6  |       |           |            | 160 km/h |              | 15 kV, 16,7 Hz ~                 |
| DB        | Kinzigtalbahn      | 2025                  | 001                                      |                               | 5               | 131,4  |        |       |           |            | 160 km/h |              | 15 kV, 16,7 Hz ~                 |
| DB        | Kinzigtalbahn      | 2025                  | 005                                      |                               | 6               |        |        |       |           |            | 160 km/h |              | 15 kV, 16,7 Hz ~                 |
| DB        | Netz Ostsee-Alster | 2027                  |                                          | 009                           |                 | 3      |        | 265   |           |            | 160 km/h |              | 15 kV, 16,7 Hz ~                 |
| DB        | Netz Ostsee-Alster | 2027                  | 009                                      |                               | 5               |        | 462    |       |           |            | 160 km/h |              | 15 kV, 16,7 Hz ~                 |
| SFBW      |                    |                       | Strecken um Stuttgart                    | 2026                          |                 | 130    | 100    | 4     | 106       | 380        | 200 km/h | 760 mm       | 15 kV, 16,7 Hz ~                 |
| NAH.SH    |                    |                       | Schleswig-Holstein Netz Mitte            | Januar 2027 bis Dezember 2027 |                 | 023    | 053    | 4     | 106       | 390        | 160 km/h | 760 mm       | 15 kV, 16,7 Hz ~ 25 kV, 50 Hz ~  |
| NAH.SH    |                    |                       | Schleswig-Holstein Netz Süd-West         | Januar 2027 bis Dezember 2027 |                 | 019    | 053    | 4     | 106       | 360        | 160 km/h | 760 mm       | 15 kV, 16,7 Hz ~                 |
| Gesamt    | Gesamt             | Gesamt                | Gesamt                                   | Gesamt                        | Gesamt          | 505    | 153    |       |           |            |          |              |                                  |